# SN 1983X
SN 1983X – niepotwierdzona supernowa odkryta 6 kwietnia 1983 roku w galaktyce E270-G05. W momencie odkrycia miała maksymalną jasność 18,00m.